# 音羽山 (滋賀県・京都府)
音羽山（おとわやま）は、京都府京都市山科区と滋賀県大津市の境界に所在する山で、山科区の最高峰である。標高は593.2 m。山頂東側、南北に連なる稜線が府県境を形成しており、山頂付近は京都府に属する。三等三角点も山科区に所在する。

## 概要
山科盆地の東、琵琶湖の南西に位置し、北には逢坂山、南には醍醐の山々が連なる。山城国と近江国の国境を形成していたことから、逢坂山との山間は古くより交通の要所となっていた。また、音羽山の支峰である牛尾山（標高551m）には延暦年間に仁海によって法厳寺（牛尾観音）が創建された。牛尾山にある同寺に対する信仰が広まるにつれ、音羽山も名所として知られていくこととなった。紀貫之、在原元方など多くの歌人が音羽山を歌枕として詠んでいる。また、京都に三ヶ所所在したとされる「音羽の滝」のうち、「牛尾の音羽」については音羽山の西腹を流れる山科音羽川の滝と比定されている。
「雍州府志」によると、江戸時代頃には小山とも呼ばれていた。「点の記」でも三角点の点名を「小山」としている。
現代では東海自然歩道が山中を通過しており、また山頂からの展望も良いことから、一年を通じてハイカーが多い。登山道としては、大津市側の石山寺から東海自然歩道を経て登る、山科盆地側から牛尾観音を経て登る、逢坂山側から東海自然歩道を経て登る、などがある。
稜線の東側はおおむね琵琶湖国定公園に指定されている。また、南面に京都市東部山間埋立処分地（エコランド音羽の杜）がある。

## 通行する鉄道・道路など
山頂直下を東海道新幹線のトンネル（音羽山トンネル）が通じており、逢坂山との山間部には京阪京津線が通じている。東海自然歩道が山中を通じており、東の石山寺方面から山頂付近、北の逢坂山方面を接続する。
今後の計画として、支峰の牛尾山付近を通る滋賀京都連絡道路（大津山科バイパス）がある。